# Charles Cottet

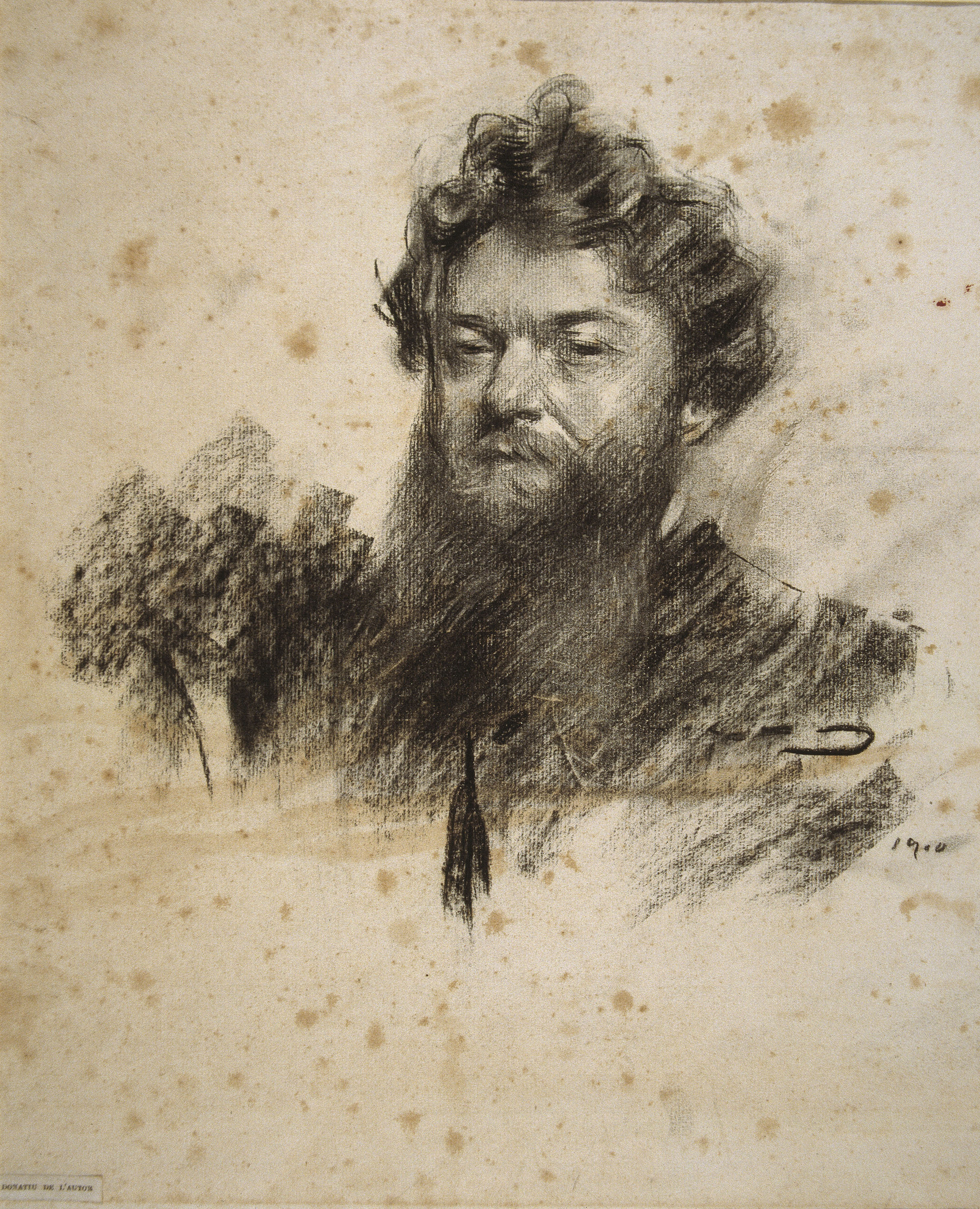
Charles Cottet, door Ramon Casas

Charles Cottet (Le Puy-en-Velay, 12 juli 1863 – Parijs, 25 september 1925) was een Frans kunstschilder. Hij werkte vooral in Bretagne en wordt gerekend tot het post-impressionisme.

## Leven en werk
Cottet studeerde aan de École des Beaux Arts en later de Académie Julian. Hij trad er onder andere in de leer bij Pierre Puvis de Chavannes en Alfred Philippe Roll. Na zijn studie maakte hij een lange voetreis door Bretagne, waar hij sterk gegrepen werd door het landschap en het vissersleven. Hij zou er meer dan twintig jaar blijven werken, onder andere met de schilders van Les Nabis, waaronder Pierre Bonnard, Edouard Vuillard en Ker-Xavier Roussel. Ook wordt hij wel geassocieerd met het symbolisme van de school van Pont-Aven. Zelf was hij een tijd lang de voorman van de schildersgroepering de Nubians, ook wel Bande noire genoemd, die vooral bekendstonden om hun sombere, vaak donkere schilderijen van het ruige kustlandschap. Cottet maakte ook veel genrewerken van het vissersleven en portretten van de plaatselijke bevolking. Zijn stijl vertoont vooral kenmerken van het post-impressionisme, zij het met een minder uitbundig kleurenpalet, onder invloed van Gustave Courbet. Zijn werk was populair in Parijs, hij verkocht goed en exposeerde meerdere malen in de Parijse salon.
Cottet zou zijn leven lang veel blijven reizen. In 1894 kreeg hij een studiebeurs en ging naar Egypte en Italië. Ook zou hij vaak schilderen bij het meer van Genève. Hij werkte nauw samen met Charles Maurin, Edmond Aman-Jean en Félix Vallotton, en was bevriend met Auguste Rodin.
Cottet overleed in 1935, 62 jaar oud. Zijn werk is onder andere te zien in het Musée d'Orsay in Parijs, de National Gallery of Art in Washington D.C., het Poesjkinmuseum in Moskou en de Hermitage in Sint-Petersburg.

## Galerij

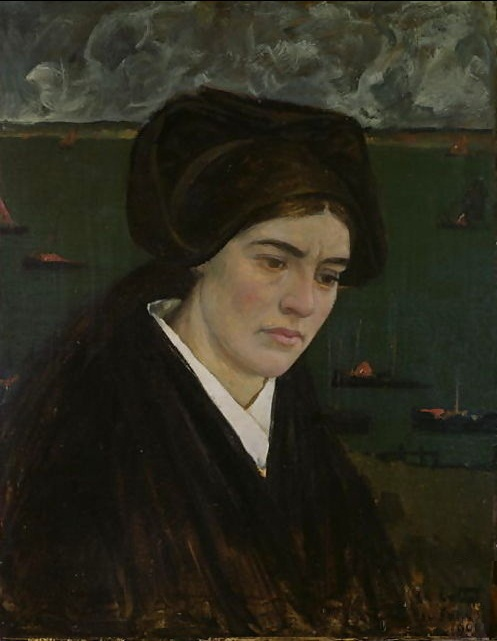
Jonge vrouw, Ile de Sein
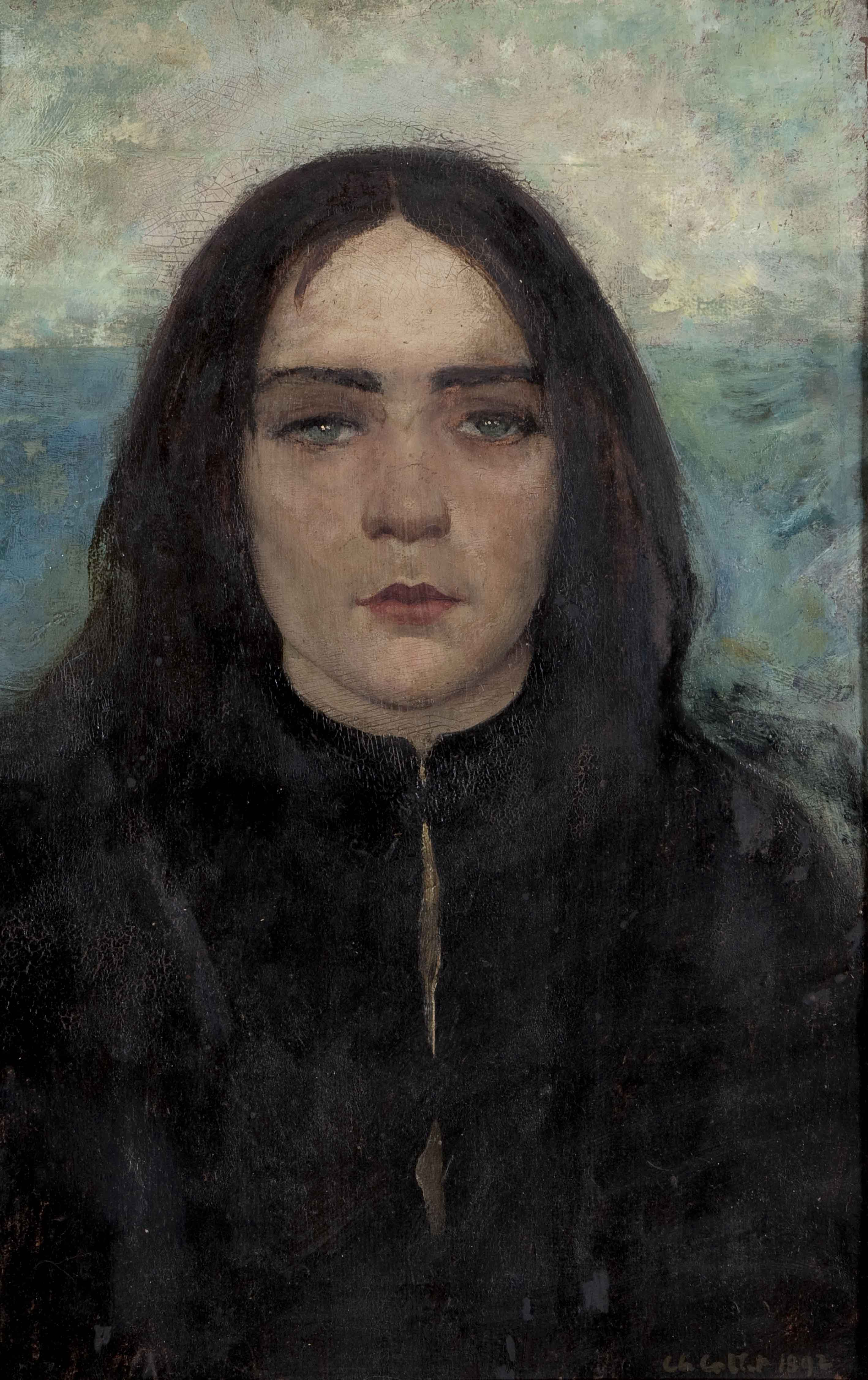
Portret van een meisje
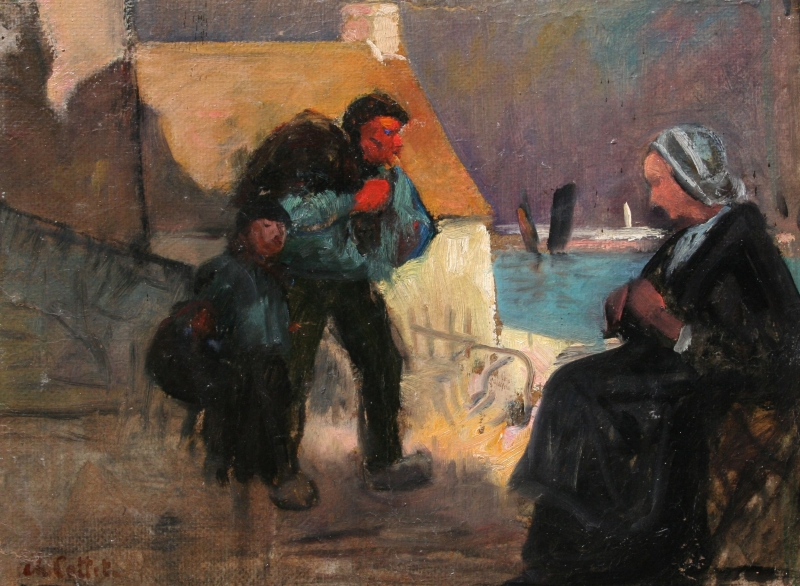
Petit port Breton
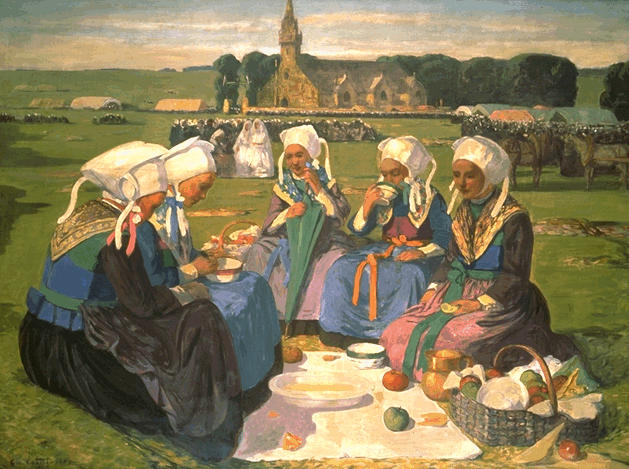
Femmes de Plougastel au Pardon de Sainte-Anne-La-Palud
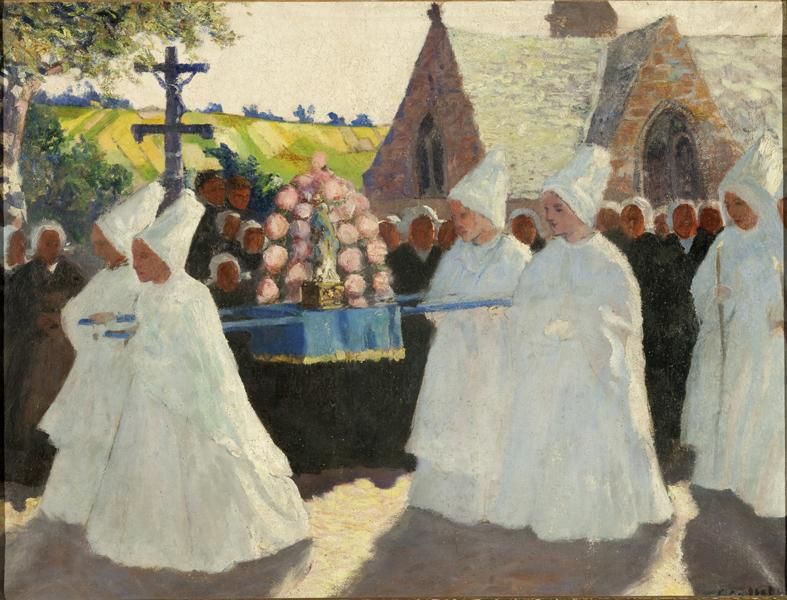
La procession de la Fête-Dieu à Landudec
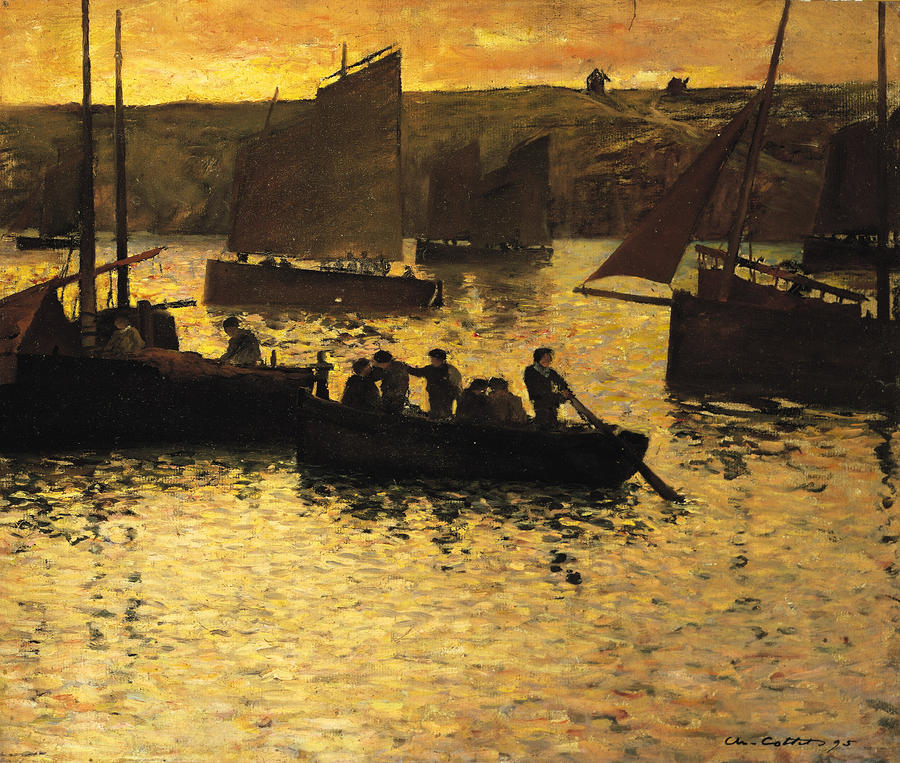
A la port
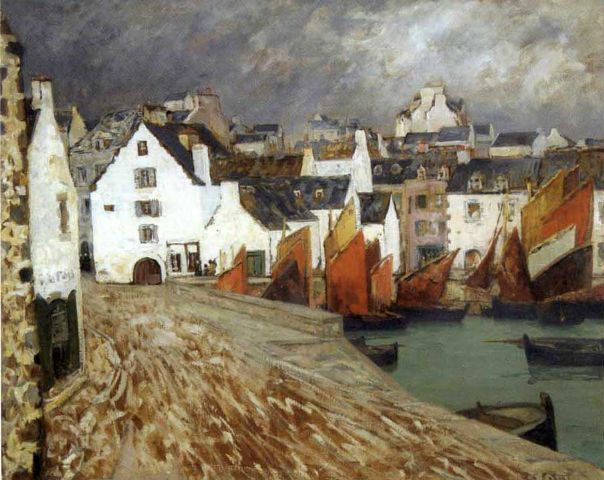
Douarnenez, dimanche matin
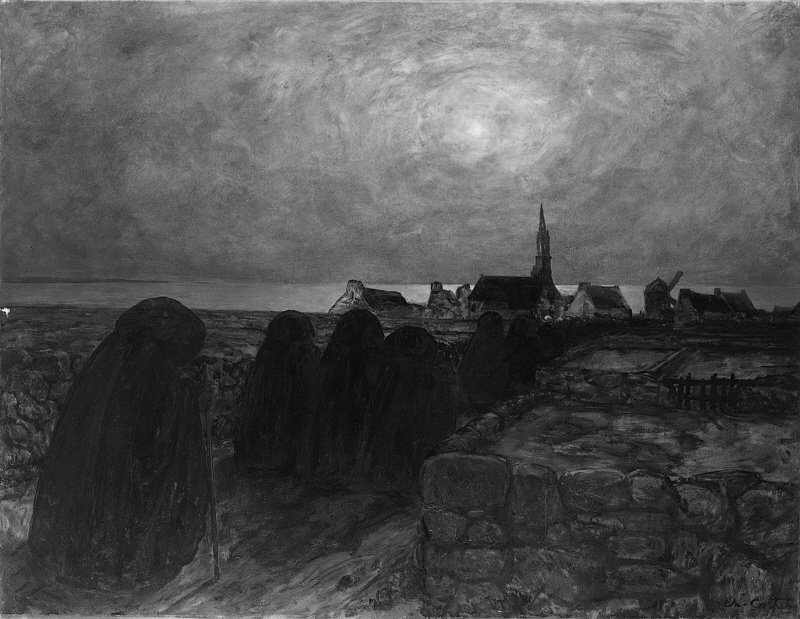
Low Mass
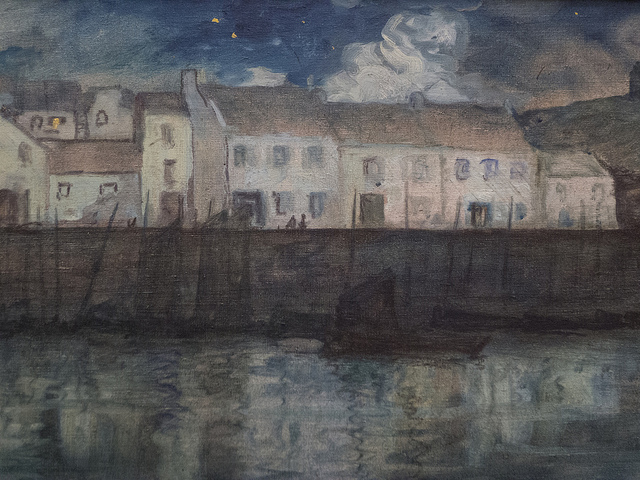
Port Breton, Camaret
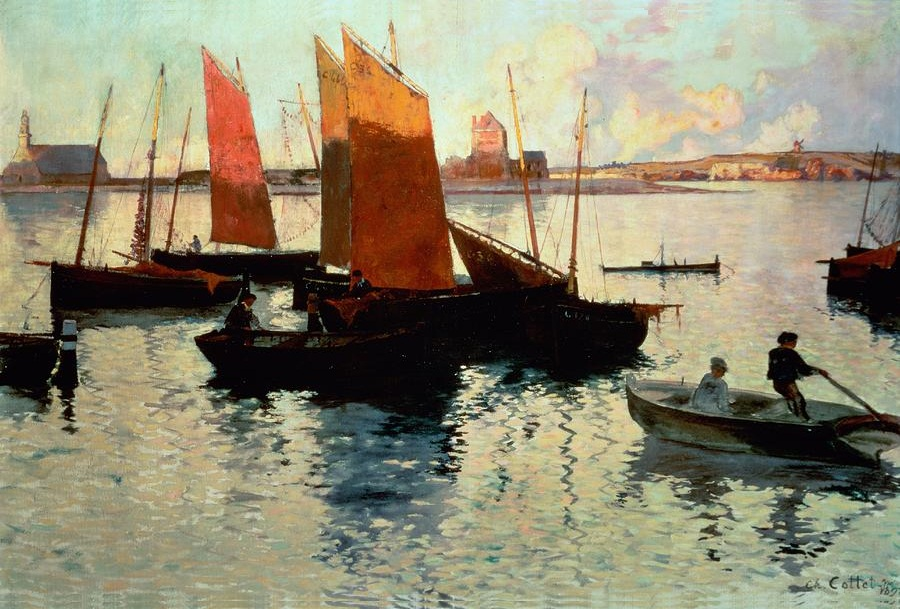
Rayons du soir